# Sierpień 2013

## 31 sierpnia
- Barack Obama oskarżył rząd Baszszara al-Asada o atak chemiczny na syryjską ludność cywilną i wezwał do interwencji militarnej, odłożył jednak atak zapowiadając zwrócenie się do Kongresu o zgodę. W sprawie interwencji podzielili się stali członkowie Rady Bezpieczeństwa ONZ – popierała ją Francja, natomiast atakowi głośno sprzeciwiała się Rosja. (Wyborcza.pl, archive.is)

## 29 sierpnia
- Brytyjska Izba Gmin stosunkiem głosów 285:272 odrzuciła wniosek brytyjskiego premiera Davida Camerona o interwencję wojskową w Syrii. Premier Cameron oświadczył, że uszanuje decyzję parlamentu a minister obrony Philip Hammond zapewnił, że Londyn nie weźmie udziału w żadnej akcji wojskowej. (wprost.pl, tvn24, archive.is)

## 28 sierpnia
- Co najmniej 51 osób zginęło a przeszło sto zostało rannych w ponad tuzinie zamachów bombowych w Bagdadzie i okolicach. (Sky News)

## 26 sierpnia
- Rozpoczął się ostatni tenisowy turniej wielkoszlemowy w roku – nowojorski US Open rozgrywany na kortach twardych USTA Billie Jean King National Tennis Center.

## 24 sierpnia
- Rozpoczęła się 68. edycja hiszpańskiego wyścigu kolarskiego Vuelta a España. (wp.pl)

## 23 sierpnia
- W zamachach bombowych w libańskim Trypolisie – mieście portowym na północy Libanu – zginęło co najmniej 47 osób, ponad 500 było rannych. W piątek przed dwoma sunnickimi meczetami wybuchły samochody-pułapki, atak mógł być odwetem za zamach na szyitów w Bejruicie 15 sierpnia. (tvn24, archive.is)
- Zmarł Konstanty Miodowicz, działacz państwowy i polityk, poseł na Sejm z ramienia Platformy Obywatelskiej. (TVN24)

## 22 sierpnia
- Obalony egipski prezydent Husni Mubarak opuścił więzienie na wydane dzień wcześniej polecenie sądu. Został przetransportowany helikopterem do szpitala, gdzie pozostanie w areszcie domowym. (Archive.is, tvn24, The Guardian, The Guardian 2)

## 21 sierpnia
- Amerykański żołnierz Bradley Manning został skazany na 35 lat więzienia, degradację i wydalenie ze służby za przekazanie tajnych informacji serwisowi WikiLeaks. (Onet.pl, Gazeta.pl)
- Syryjska opozycja poinformowała o rzekomym rakietowym ataku chemicznym na ludność cywilną, dokonanym przez wojska prezydenta Baszszara al-Asada. Zginąć miało nawet ponad 1300 osób. (Gazeta.pl, Archive.is)

## 20 sierpnia
- Deputowani do niższej izby czeskiego parlamentu – Izby Poselskiej – przyjęli uchwałę o jej samorozwiązaniu, przekazując jej formalne rozwiązanie i rozpisanie nowych wyborów prezydentowi Miloszowi Zemanowi. (Bankier.pl, Archive.is)

## 18 sierpnia
- Zakończyły się rozgrywane w Moskwie mistrzostwa świata w lekkoatletyce. (IAAF)

## 15 sierpnia
- Zmarł Sławomir Mrożek, polski dramatopisarz, prozaik i rysownik. Miał 83 lata. (wyborcza.pl)
- Zginął w wypadku Mark Sutton, który w trakcie ceremonii otwarcia Igrzysk Olimpijskich w Londynie w 2012 roku wykonał skok na spadochronie, wcielając się w postać agenta Jamesa Bonda. (bbc.co.uk).

## 14 sierpnia
- W walkach w Kairze i innych częściach Egiptu między policją a zwolennikami Bractwa Muzułmańskiego zginęły setki osób. Władze ogłosiły miesięczny stan wyjątkowy. W proteście Muhammad el-Baradei ustąpił ze stanowiska tymczasowego wiceprezydenta. (tvn24, archive.is)

## 6 sierpnia
- W wieku 79 lat zmarła Lidia Korsakówna, polska aktorka. (wyborcza.pl)